# Samuel Parker
Samuel Parker (ur. 25 listopada 1931 w Portland, zm. w październiku 2023) – australijski zapaśnik walczący w stylu wolnym. Olimpijczyk z Rzymu 1960, gdzie zajął 24. miejsce w kategorii do 62 kg.

## Letnie Igrzyska Olimpijskie 1960
| Konkurencja      | Rundy eliminacyjne | Klas. końcowa |
| Konkurencja      | Przeciwnik I       | Miejsce       |
| ---------------- | ------------------ | ------------- |
| 62 kg styl wolny | Hans Marte (AUT) P | 24.           |